# جر الطائرة

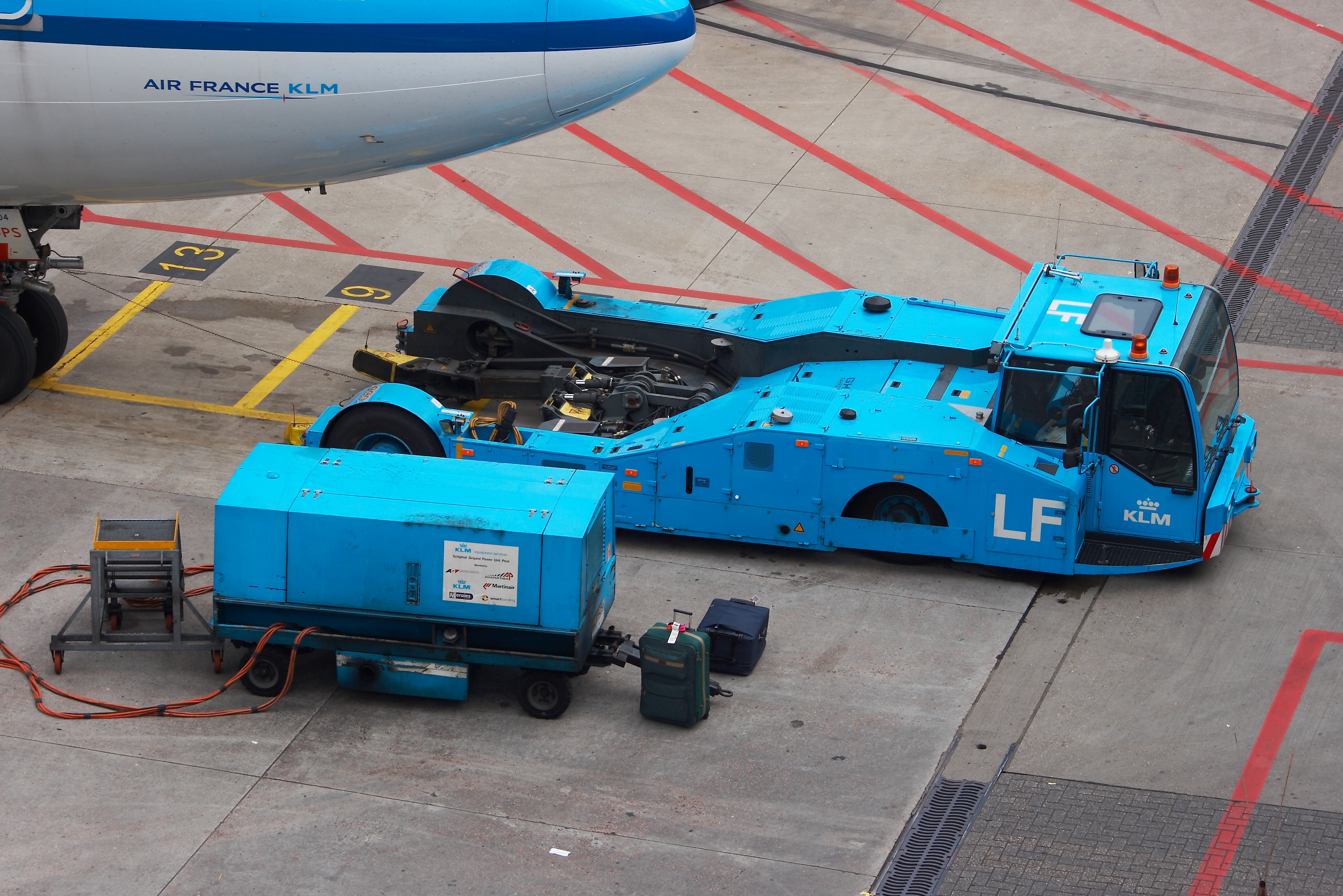
جرار متصل بطائرة الخطوط الجوية الملكية الهولندية

جر الطائرة هي إحدى إجراءات المطار تتم عند مغادرة الطائرة للبوابة وهي من إجراءات السلامة، حيث تدفع الطائرة بعيدا عن طاقم الخدمات الأرضية لتفادي حدوث مشكلة أثناء تشغيل المحركات وذلك بواسطة جرار طائرات يستعمل خصيصا لهذه العملية. رغم أن الكثير من الطائرات تستطيع دفع نفسها باستعمال عاكس الدفع غير أنها عملية غير سليمة لأنها قد تسبب حادثة كالاصطدام بشيء ما أو تحطم المحرك لذلك ينبغي دفع الطائرة بواسطة الجرار.

## الإجراء
غالبًا في المطارات الكثيرة الحركة يتم طلب إجراء العملية من برج المراقبة ثم يعطيهم صلاحية دفع الطائرة، ويتواصل كل من الطيار مع المسؤول عن الخدمات الأرضية حيث يربط سماعات الرأس في عجلات المقدمة للطائرة.
يربط الجرار في بعض الأحيان بعجلات الطائرة باستعمال عمود معدني يربط في الجرار ثم في عجلات المقدمة.
و يتم إلغاء الربط عندما تنتهي عملية دفع الطائرة.
هناك بعض الجرارات لا تحتاج إلى عمود إذ تتصل بالطائرة مباشرة.

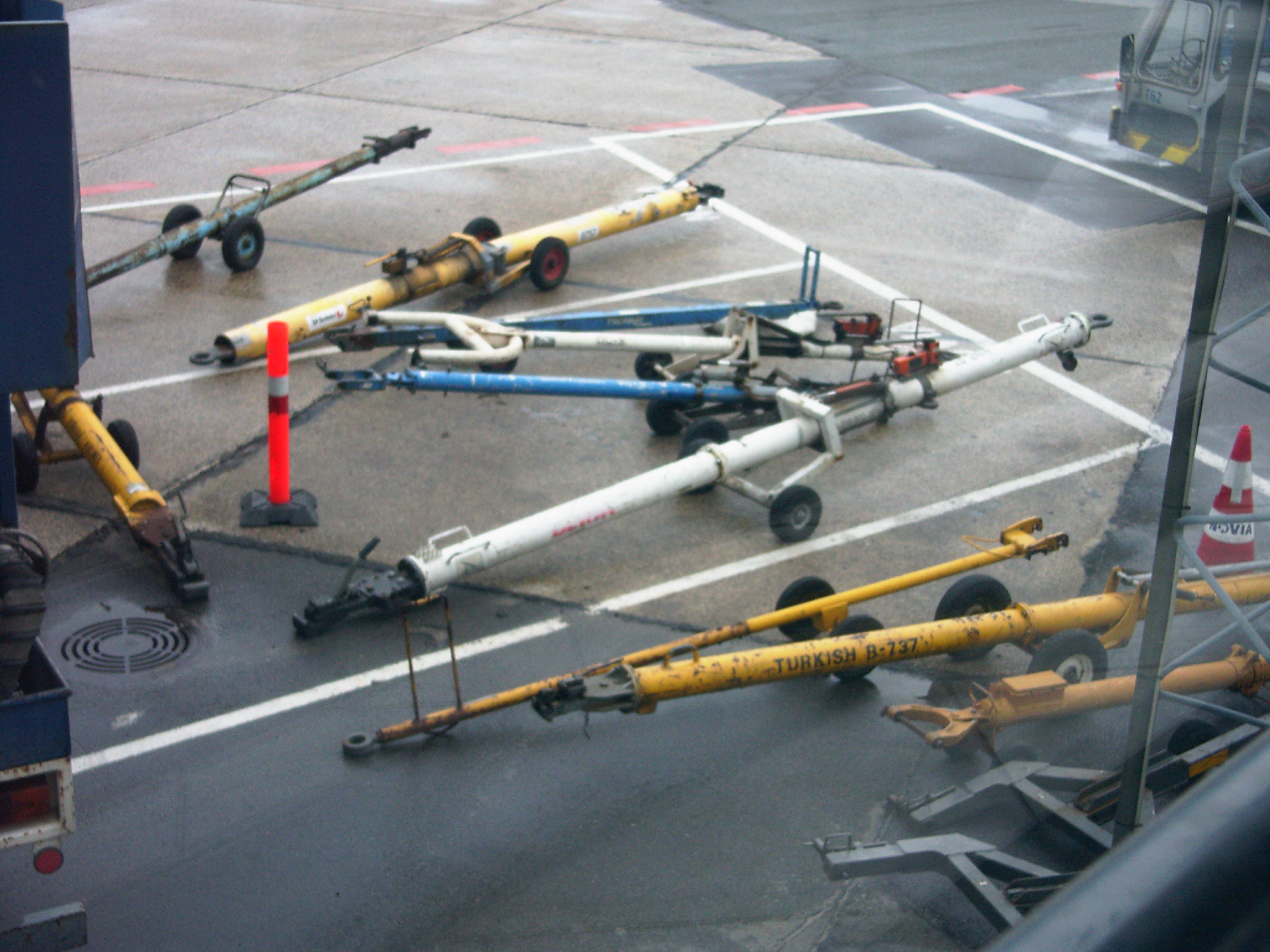
صورة لأعمدة توصل بالجرار ثم بالطائرة.